# 佩爾頓式水輪機

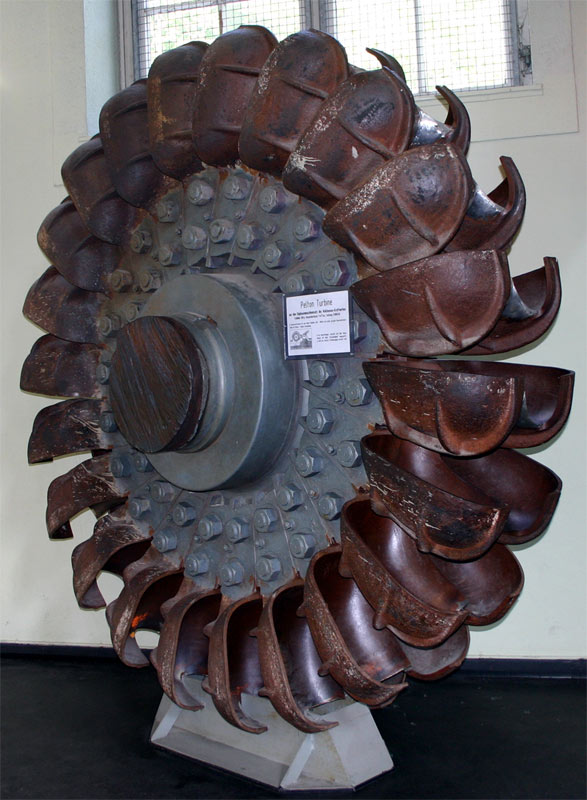
德國的老式佩爾頓水輪機

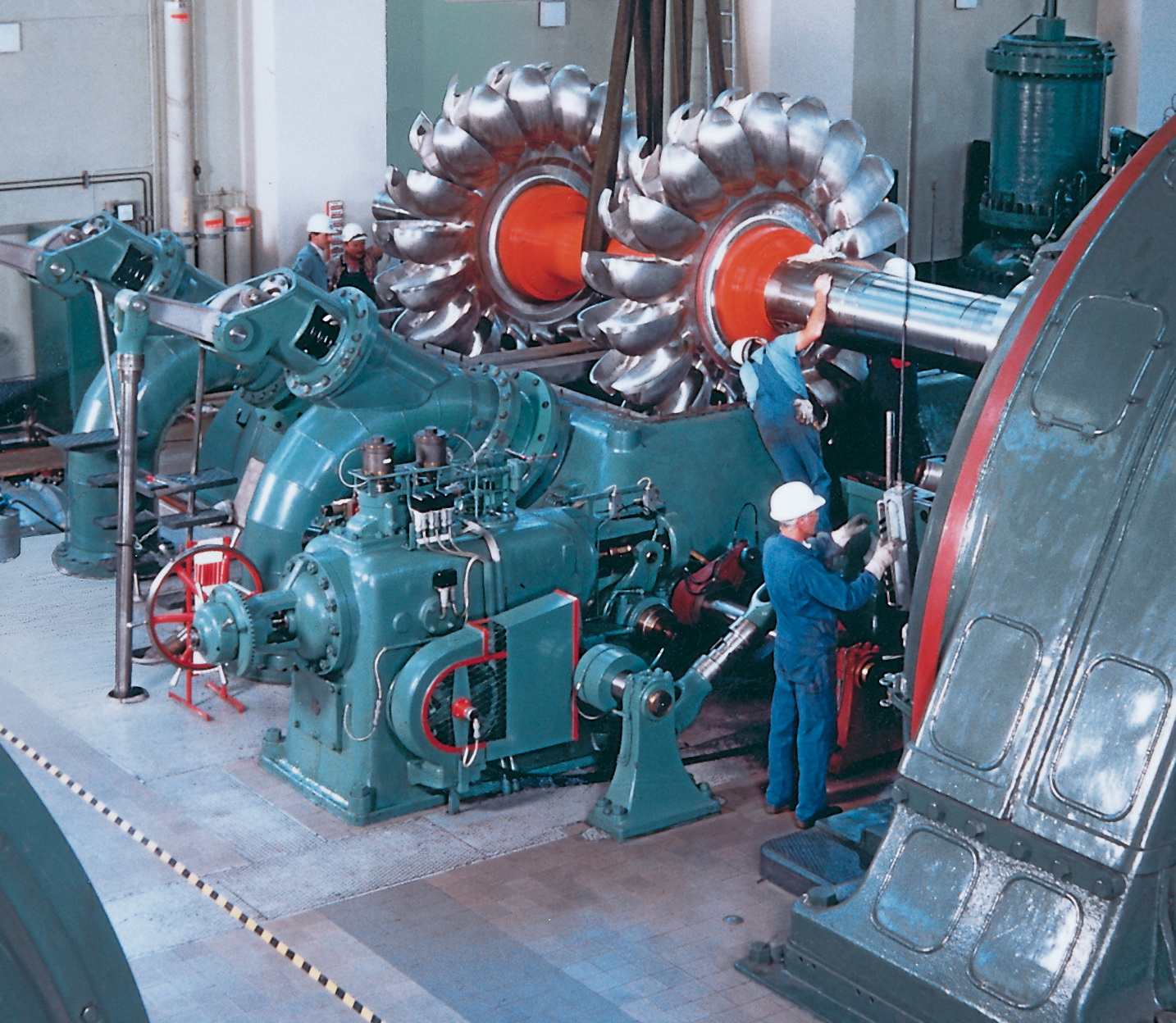
裝配佩爾頓式水輪機的德國廠房

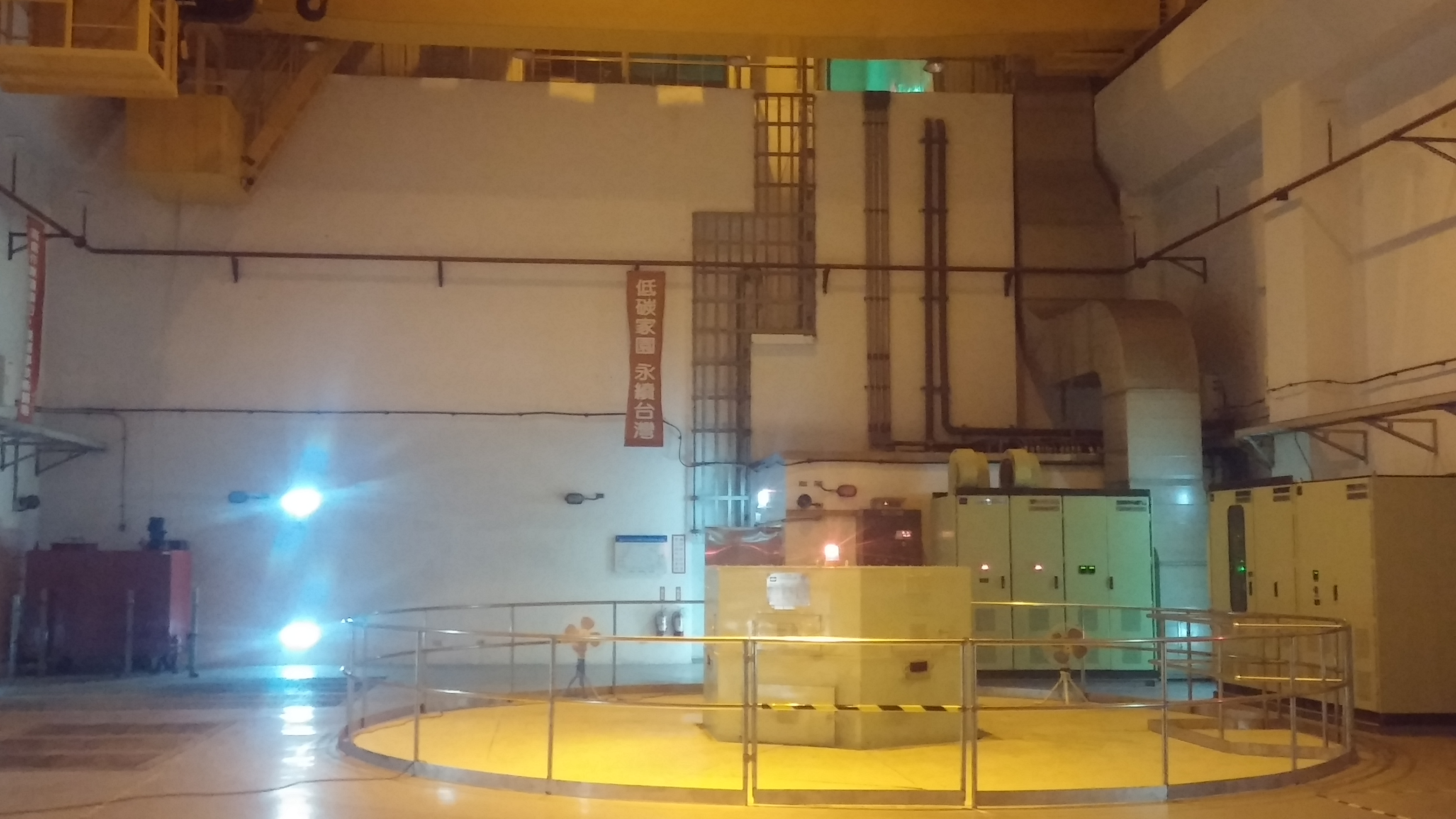
位在臺灣花蓮縣台電東部發電廠碧海機組的豎軸佩爾頓式水輪機頂蓋

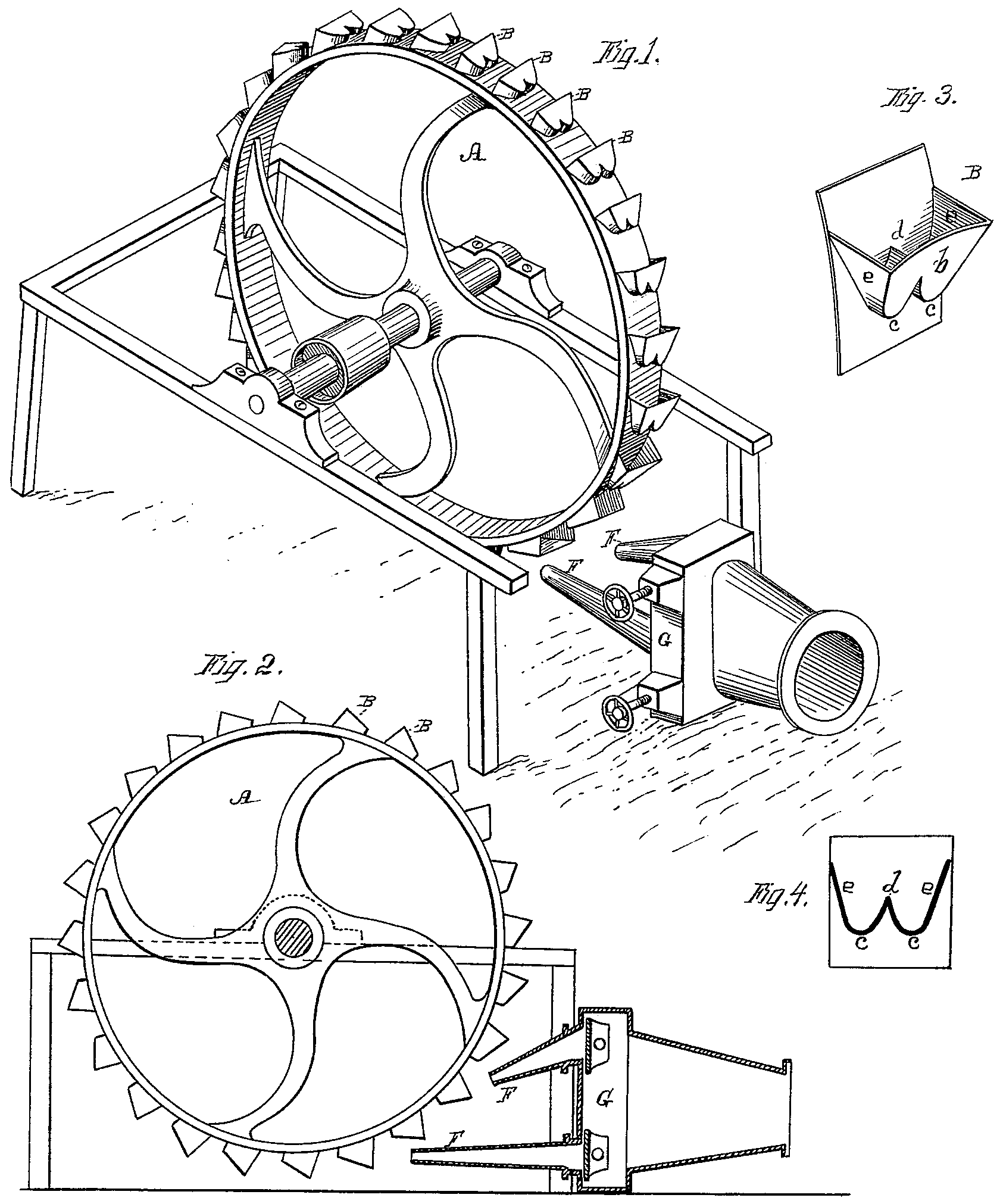
佩爾頓最初史的發明圖示（1880年10月）

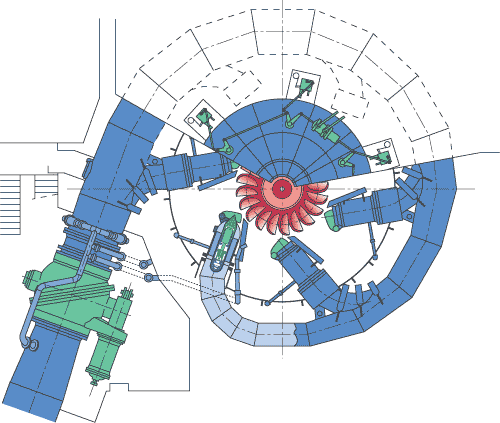
佩爾頓式水輪機的安裝剖面圖

佩爾頓式水輪機（又譯：佩爾頓水車或伯爾頓式水輪機，英語：或）為衝擊式水輪機的一種，它是在1870年代由美國發明家萊斯特·艾倫·佩爾頓所開發。佩爾頓式水輪機是利用水流動並衝擊水車時來取得能量，不同於利用水自身重量來帶動的傳統上射式水車。早在佩爾頓的設計發表前，便已有多種不同的衝擊式水輪機版本已經存在，然而它們的工作效率上，比起佩爾頓的設計來的更低。在水離開水車後，水通常仍具有速度，將水車的許多動能一併給浪費掉。佩爾頓的划槳幾何設計，使得動輪跑在水射流速度的一半後，僅用極低的速度離開動輪；因此佩爾頓的設計幾乎完全擷取了水的衝擊能量，如此一來便可擁有一部具有高效能的水輪機。

## 效能
高速的水流進入管線後，再分別透過針閥將強力水柱向動輪上水斗狀的扇葉上來帶動動輪。而此也被稱作為衝擊扇葉，它們圍繞在驅動輪的外圍，總體被稱之為動輪。（詳情請參見照片，老式佩爾頓式水輪機）。由於水噴流衝擊在扇葉上，因此水的流向會因為水斗的外型而改變。水衝擊的力量會在水斗與動輪系統上施加出力矩，並以此來旋轉動輪；水流本身的流向並“不可逆”，而水流出口設置在水斗之外，此時水流的流速將降到極低速。在此過程中，流體噴流的動量將被轉移到動輪上並從此到水輪機上。因此「衝擊」確實能夠為水輪機作功。為了使水輪機作功能夠達到最大的功率和效率，動輪與水輪機的系統被設計成能讓流體噴流到水斗上的速度提升兩倍。而非常小比例的流體噴流原始動能將會一直滯留於水中，這使得水斗以相同的速度流空及注滿（參見質量守恆），從而使得高壓輸入流體可以持續不間斷的噴入而不需要浪費任何能量。通常，兩個水斗會按照邊靠邊的方式安裝在動輪上，這使得水流將能分流為兩條相等的管道進行噴流（見圖）。這樣的配置可平衡動輪上的側向載荷力，並有助於確保平滑，而流體噴流產生的動能也將咬校的傳輸到水輪機動輪上。
由於水和大部分液體是幾乎不可壓縮的，因此當流體流入水輪機後的第一階段幾乎就將所有可利用的能量給全部擷取了。而佩爾頓式水輪機只有一個動輪段，不像可壓縮流體操作的燃氣輪機。

## 實際應用
佩爾頓式水輪機是用於水力發電的最佳水輪機類型之一，當可利用的水源具有極高水頭高度以及低流速時，佩爾頓式水輪機是水輪機類型中對於該種環境最具有效益的。因此，在高水頭低流量環境下，佩爾頓式水輪機是最能發揮其最高效益的，即便分為兩股注流，理論上仍含有相同的能量。並且，這兩條注流所使用的導管必須具有相當的質量，其中一條需要長的細管，另一條為短的寬管。佩爾頓式水輪機可安裝於各種大小的站點之中。現已存在有安裝上噸等級的油壓豎軸佩爾頓水輪機的水力發電廠。其最大的裝置單位可高達200兆瓦。而最小的佩爾頓式水輪機僅有幾英寸寬，可用於流量僅有每分鐘幾加侖的溪流中取得能量。一些家用管道裝置系統便會利用佩爾頓式原理的水車來進行水的輸送。這些小型的佩爾頓式水輪機被推薦使用於30英尺（9.1）或更高的水頭高度之下使用，以產生顯著的發電功率。目前，根據水流量以及設計，佩爾頓式水輪機的安裝站點水頭高度最好為49—5,905英尺（14.9—1,799.8）的範圍之間，然而實際上目前沒有理論限制。

## 設計規則
比轉速 {\displaystyle \eta _{s}}作為決定水輪機的形狀的設計關鍵，另外該速度不並是決定水輪機的大小。這使得新的水輪機在設計上僅能從已知性能的現有制式設計上進行再縮放。比轉速也成了新水輪機型與即將裝水輪機的特定水力發電廠相互是否規格相符的主要標準。
{\displaystyle n_{s}=n{\sqrt {P}}/{\sqrt {\rho }}(gH)^{5/4}}（尺寸參數），{\displaystyle n} = rpm   
設：
- {\displaystyle P} = 能量（W）
- {\displaystyle H} = 水頭高度（公尺）
- {\displaystyle \rho } = 密度（公斤/立方公尺）

從上述公式中顯示出，佩爾頓式水輪機是和應用於水頭高度極高的站點H，這是因為有5/4的指述是大於整體的，並且還要考慮到佩爾頓式其典型極低的比轉速。

## 水輪機物理與推導

### 能量和初始噴流速率
理想的（無摩擦力）狀態下，所有的水力位能（Ep = mgh）轉換為動能（Ek = mv2/2，參看白努利定律）。相等於上述這兩個方程式，並求解初始噴流速度（Vi）解釋出該理論（最大值）噴流速度為Vi = √(2gh)。為簡化運算，假設所有的速度矢量是相互平行的。定義水輪機動輪速度為（u），然後以噴流接近動輪，初始射流速度相對於動輪為：(Vi − u)
噴流的初始速度為Vi

### 最終噴流速率
假定噴流速度高於動輪速度，如果水在動輪中不變成儲備用，依照質量守恆定律，質量進入動輪後須與離開動輪時相等。並且，液體被認為是不可壓縮的（此為對於大多數液體的準確的假設）。並且還要假設該噴流裝置的橫截面面積是恆定的。相對於動輪，噴流速度保持不變。因此，隨著噴流出的流體從動輪離開，相對於動輪的噴流速度為：−(Vi − u) = −Vi + u。在標準參考架構中（相對於地球），最終速度為：Vf =(−Vi + u) + u = −Vi + 2u。

### 最佳的動輪速率
我們知道，理想的動輪速度是將所有在噴流上的動能轉移到動輪上。在這種情況下，最終的噴流速度必須為零。如果我們讓Vi + 2u = 0，那麼最佳動輪速度將是u = Vi /2，或一半的初始噴流速度。

### 力矩
根據牛頓第二運動定律以及第三運動定律，透過噴流射於動輪上施加的力F相等但相反於於動量變化率。
因此：
F = −m(Vf − Vi) = −ρQ[(−Vi + 2u)− Vi] = −ρQ(−2Vi + 2u) = 2ρQ(Vi − u)
其中（ρ）代表密度，以及（Q）代表流體的體積速率。當（D）代表動輪直徑，動輪上的力矩便是：T = F(D/2) = ρQD(Vi − u)。當動輪停止時，力矩達到最大（也就是當u = 0, T = ρQDVi）。當動輪的速度等於初始噴流速度時，力矩為零（也就是當u = Vi，然後T = 0）。在力矩對動輪速度的曲線圖上，力矩曲線是平直狀在這兩點之間的，（0, pQDVi）以及（Vi, 0）。

### 能量
能量P = Fu = Tω，其中ω是動輪的角速度。將其代入F，得到P = 2ρQ(Vi − u)u。來找到動輪的最大功率，取得相對於P的倒數u值，並將它設為零。[dP/du = 2ρQ(Vi − 2u)]。而最大的功率則產生在u = Vi /2。Pmax = ρQVi2/2。將其代入初始噴流動力Vi = √(2gh)，化簡P為max = ρghQ。這個數值正好等於噴流的動能功率，所以，在這種理想情況下，由於在噴射上的所有能量被轉換到軸承輸出，因此動輪的運轉效率為100％。

### 效益
動輪的動力是利用最初始的流體噴射動力來劃分，是水輪機效率的η = 4u(Vi − u)/Vi2。而u = 0並且u = Vi。依據公式表示，當一組真正的佩爾頓式水輪機運轉即將接近最高效率時，流體離開輪圈時的速度將會很緩慢。這項基本理論並不是意味著效益將隨著水頭高度而改變，並且，更進一步的理論將必須要顯示此議題。
以下有五種類型的佩爾頓式水輪機效率：
1. 水力
2. 機械
3. 體積
4. 總體
5. 動輪速率

## 系統組件

### 壓力鋼管
將高壓流體帶入並衝擊水輪機的管路稱之為壓力鋼管。本來，壓力鋼管一詞是用來指閥門的名稱，然而當今這個詞已經擴展到包括所有流體供應液壓系統都叫做壓力鋼管。不論它是否適用於佩爾頓式水輪機，壓力鋼管現在已作為一個通用術語來指作流體的通道以及控制高壓流體流動管線的名詞。

## 資料來源
1. ↑  Sayers, A. T. . Mcgraw Hill Book Co Ltd. 1990. ISBN 978-0-07-707219-3.
2. 1 2 3 4 5 6  .   [2015-10-16]. （原始内容存档于2017-09-10）.

## 外部連結
- Example Hydro at Dorado Vista ranch（页面存档备份，存于）